# Desert Dust
Pour plus de détails, voir Fiche technique et Distribution.
Desert Dust est un film américain réalisé par William Wyler, sorti en 1927.

## Fiche technique
- Titre : Desert Dust
- Réalisation : William Wyler
- Scénario : William Berke et Gardner Bradford
- Photographie : Milton Bridenbecker
- Société de production : Universal Pictures
- Pays d'origine : États-Unis
- Format : Noir et blanc - 1,33:1 - Film muet
- Genre : western
- Date de sortie : 1927

## Distribution
- Ted Wells : Frank Fortune
- Lotus Thompson : Helen Marsden
- Bruce Gordon : 'Butch' Rorke
- Jimmy Phillips : The Rat
- Slim Cole : The Parson
- George Ovey : Shorty Benton
- Richard L'Estrange : Slim Donovan